# 1724년 5월 22일 일식
1724년 5월 22일 일식(영어: Solar eclipse of May 22, 1724)은 1724년 5월 22일 당시 달이 지구와 태양 사이를 지나면서 태양을 완전히 가리는 개기일식이 발생했던 사건이다. 당시 달의 겉보기 시직경이 태양보다 훨씬 커서 태양을 완전히 가린 개기일식이 발생했고, 개기일식이 발생한 지역 수천 km 주변 지역에서는 부분일식도 같이 발생했다. 당시 일식은 하와이 동남쪽 해역부터 시작하여 현재의 미국 서부와 캐나다 지역을 관통, 대서양을 건너 해가 질 무렵 영국과 아일랜드를 관통, 프랑스 중부와 스위스를 관통한 후 이탈리아 베네토주 산타마리아디살라(베니스 인근)에서 해가 완전히 지며 일식이 끝났다.

## 관측
이 시기 과학의 발전으로 코로나 현상이 지상의 대기현상이나 초자연적, 혹은 종교적으로 신성한 사건이 아닌 태양의 대기 구조 일부임이 밝혀졌다.
이 일식은 일몰 무렵 아일랜드와 브리튼 제도를 서북쪽에서 동남쪽으로 관통해서 지나가면서 골웨이에서부터 웨일스 남쪽과 서쪽으로 데번까지, 동쪽으로 햄프셔주와 서식스주까지 관측했으며 런던 바로 남쪽으로도 개기일식이 통과해서 관측할 수 있었다. 불과 9년 전인 1715년 5월 3일 일식 시기에 개기일식을 관측했지만 이날 이후로 영국 본토에서 개기일식이 관측된 경우는 203년 후인 1927년 6월 29일 일식에서나 관측되었으며, 아일랜드 본토의 경우에는 이날 이후로는 2090년 9월 23일 일식에서나 관측 가능할 것으로 추정된다.
이 개기일식은 오전에 훗날 미국 캘리포니아주 로스앤젤레스가 되는 지역을 지나쳤는데, 당시에는 얀가(Yaanga)라는 마을로 불렸다. 로스앤젤레스 상공에서 개기일식을 직접 관측하는 다음 날짜는 3290년 4월 1일로 추정된다.
프랑스의 루이 15세는 천문학자 자코모 F. 마랄디와 자크 카시니와 함께 베르사유궁의 그랑 트리아농에서 일식을 관측했다. 당시 베르사유궁에 있던 자크 카시니와 파리 천문대에 관측하던 조제프-니콜라 드릴은 파리에서 개기일식이 일어나는 순간 기온이 약 2 °C 떨어졌다고 기록했고, 룩셈부르크 천문대에서 관측하던 루이 드 이슬 드 라 크로옐이 약 3.1 °C 기온이 떨어졌다고 기록했다.

## 관련 태양 주기
이 주기는 사로스 제133주기에 속한다.